# Ennada arenosa
Ennada arenosa là một loài bướm đêm trong họ Geometridae.